# Майя Мур
Майя Мур  (англ. Maya Moore; 11 червня 1989) — американська баскетболістка, олімпійська чемпіонка.

## Виступи на Олімпіадах
| Олімпіада   | Дисципліна | Місце |
| ----------- | ---------- | ----- |
| Лондон 2012 | баскетбол  | 1     |